# Ellendale (Delaware)
Ellendale è un comune degli Stati Uniti, situata nella Contea di Sussex, nello Stato del Delaware. Secondo il censimento del 2000 la popolazione era di 327 abitanti. Appartiene all'area micropolitana di Seaford.

## Geografia fisica
Secondo i rilevamenti dello United States Census Bureau, il comune di Ellendale si estende su una superficie totale di 0,7 km², tutti quanti occupati da terre.

## Popolazione
Secondo il censimento del 2000, a Ellendale vivevano 327 persone, ed erano presenti 82 gruppi familiari. La densità di popolazione era di 498 ab./km². Nel territorio comunale si trovavano 128 unità edificate. Per quanto riguarda la composizione etnica degli abitanti, il 55,35% era bianco, il 37,92% era afroamericano, lo 0,61% era nativo, e lo 0,31% era asiatico. Il restante 5,81% della popolazione appartiene ad altre razze o a più di una. La popolazione di ogni razza proveniente dall'America Latina corrisponde al 4,59% degli abitanti.
Per quanto riguarda la suddivisione della popolazione in fasce d'età, il 26,6% era al di sotto dei 18, l'8,0% fra i 18 e i 24, il 27,8% fra i 25 e i 44, il 24,2% fra i 45 e i 64, mentre infine il 13,5% era al di sopra dei 65 anni di età. L'età media della popolazione era di 38 anni. Per ogni 100 donne residenti vivevano 94,6 maschi.